# 阿托·科伊维斯托
阿托·科伊维斯托（芬蘭語：Arto Koivisto，1948年12月7日—），芬兰男子越野滑雪运动员。他曾代表芬兰参加1976年冬季奥林匹克运动会越野滑雪比赛，获得一枚金牌和一枚铜牌。